# Tengiz Sulakvelidze
Tengiz Sulakvelidze (gruzínsky: თენგიზ სულაქველიძე; * 23. července 1956, Kutaisi) je bývalý gruzínský fotbalista, obránce, který reprezentoval Sovětský svaz. S jeho reprezentací získal stříbrnou medaili na mistrovství Evropy v roce 1988. Získal též bronz na olympijských hrách v Moskvě roku 1980. Hrál také na mistrovství světa v roce 1982. Za národní tým nastupoval v letech 1980–1988, odehrál za něj 49 utkání, v nichž vstřelil 2 branky; čtyři utkání sehrál na MS, dvě na ME. Za Torpedo Kutaisi hrál druhou nejvyšší sovětskou soutěž v letech 1974–1978. Poté přestoupil do nejlepšího gruzínského klubu Dynamo Tbilisi, s nímž hrál deset let nejvyšší sovětskou ligu (1978–1988) a dokonce ji roku 1978 i vyhrál. Největší úspěch si však připsal v sezóně 1980/81, kdy s Tbilisi vyhrál Pohár vítězů pohárů, druhou nejprestižnější evropskou klubovou soutěž té doby. Poslední rok své hráčské kariéry strávil ve švédském druholigovém IFK Holmsund.